# Brodric Thomas
Brodric Thomas (Bolingbrook, 28 gennaio 1997) è un cestista statunitense, professionista nella NBA.

## Statistiche

### College
| Anno      | Squadra         | PG | PT | MP   | TC%  | 3P%  | TL%  | RP  | AP  | PRP | SP  | PP   |
| --------- | --------------- | -- | -- | ---- | ---- | ---- | ---- | --- | --- | --- | --- | ---- |
| 2017-2018 | Truman Bulldogs | 26 | 25 | 31,7 | 47,5 | 38,7 | 69,1 | 6,2 | 4,2 | 1,7 | 1,2 | 16,2 |
| 2018-2019 | Truman Bulldogs | 23 | 22 | 29,2 | 47,1 | 31,0 | 82,2 | 6,5 | 3,3 | 1,3 | 1,2 | 18,0 |
| 2019-2020 | Truman Bulldogs | 31 | 31 | 33,9 | 49,7 | 41,7 | 80,9 | 7,2 | 3,3 | 1,8 | 0,8 | 21,5 |
| Carriera  | Carriera        | 80 | 78 | 31,8 | 48,3 | 38,1 | 78,2 | 6,7 | 3,6 | 1,6 | 1,1 | 18,8 |

### NBA

#### Regular Season
| Anno      | Squadra             | PG | PT | MP   | TC%  | 3P%  | TL%  | RP  | AP  | PRP | SP  | PP  |
| --------- | ------------------- | -- | -- | ---- | ---- | ---- | ---- | --- | --- | --- | --- | --- |
| 2020-2021 | Houston Rockets     | 4  | 0  | 6,0  | 28,6 | 16,7 | 71,4 | 1,0 | 1,0 | 0,3 | 0,3 | 2,5 |
| 2020-2021 | Cleveland Cavaliers | 28 | 1  | 13,4 | 36,6 | 28,3 | 66,7 | 1,8 | 0,9 | 0,5 | 0,3 | 4,1 |
| 2021-2022 | Boston Celtics      | 12 | 0  | 5,0  | 44,4 | 22,2 | 60,0 | 0,8 | 0,9 | 0,1 | 0,1 | 1,8 |
| Carriera  | Carriera            | 44 | 1  | 10,4 | 37,3 | 26,5 | 66,7 | 1,4 | 0,9 | 0,4 | 0,3 | 3,3 |

### G League
| Anno      | Squadra          | PG | PT | MP   | TC%  | 3P%  | TL%  | RP  | AP  | PRP | SP  | PP   |
| --------- | ---------------- | -- | -- | ---- | ---- | ---- | ---- | --- | --- | --- | --- | ---- |
| 2020-2021 | R.G.V. Vipers    | 8  | 8  | 33,3 | 43,4 | 36,5 | 53,8 | 7,8 | 3,0 | 1,6 | 1,1 | 16,4 |
| 2020-2021 | Canton Charge    | 6  | 5  | 33,8 | 46,2 | 46,2 | 62,5 | 6,7 | 4,2 | 2,2 | 1,2 | 21,3 |
| 2021-2022 | Maine Celtics    | 29 | 26 | 30,6 | 45,8 | 39,2 | 76,1 | 5,4 | 4,1 | 1,7 | 0,8 | 15,7 |
| 2023-2024 | Ontario Clippers | 22 | 11 | 24,9 | 38,7 | 35,7 | 75,0 | 3,6 | 3,1 | 1,7 | 0,6 | 11,0 |
| Carriera  | Carriera         | 65 | 50 | 29,3 | 43,5 | 38,9 | 72,6 | 5,2 | 3,7 | 1,7 | 0,8 | 14,7 |